# 走査型熱振動顕微鏡法
走査型熱振動顕微鏡法（そうさがたねつしんどうけんびきょうほう、英語: Scanning Thermal Noise Microscopy: STNM）は、顕微鏡法の一手法。

## 概要
従来の原子間力顕微鏡ではカンチレバーの共振周波数は、接触部の試料表面の固さ（弾性率）に応じて変化するが、熱雑音によるカンチレバーの熱振動の振幅の周波数依存性である熱振動スペクトルからも弾性率を算出可能な現象を応用することによって探針直下の領域の弾性率を算出することができる。

## 用途
- 非破壊検査